# Леунов, Иван Иванович
Иван Иванович Леунов (1928—2014) — сельскохозяйственный деятель, Герой Социалистического Труда (1981).

## Биография
Иван Леунов родился 11 ноября 1928 года в селе Винное (ныне — Глубоковский район Восточно-Казахстанской области Казахстана).
Окончил курсы пчеловодов и Новосибирский сельскохозяйственный институт. С апреля 1954 года работал главным агрономом на машинно-тракторной станции в Новосибирской области. В 1960 году Леунов окончил аспирантуру при Новосибирском сельскохозяйственном институте, после чего работал главным агрономом, директором совхоза «Бердский» в Искитимском районе Новосибирской области.
Под руководством Леунова совхоз стал передовым предприятием, перешёл на хозрасчёт, был оснащён новейшими на тот момент средствами механизации производства.
Указом Президиума Верховного Совета СССР от 13 марта 1981 года «за выдающиеся успехи, достигнутые в выполнении заданий 10-й пятилетки и социалистических обязательств по увеличению производства и продажи государству продуктов земледелия и животноводства»Иван Леунов был удостоен высокого звания Героя Социалистического Труда с вручением ордена Ленина и медали «Серп и Молот».
С 1983 года Леунов жил в Московской области, работал директором Всесоюзного научно-исследовательского института овощеводства. Занимался разработкой ГОСТов по заготовке и хранению овощей, написал ряд научных работ, стал доктором сельскохозяйственных наук. Скончался 30 октября 2014 года, похоронен на Быковском кладбище города Жуковского Московской области.
Был награждён двумя орденами Ленина, орденом Трудового Красного Знамени и рядом медалей.